# Анатомија биљака
Анатомија биљака је грана ботанике која проучава организацију ћелија, ткива и органа биљака. Биљке су, поред неких бактерија, једина жива бића способна да производе сопствену храну. Мајушне травчице и џиновско дрвеће повезује иста анатомија – имају у основи исту грађу. Постоје две основне класе биљака. Неваскуларне (ниже) биљке као што су маховине и јетрењаче, немају ткива која спроводе храну и воду из једног дела биљке у други. Васкуларне (више) биљке их имају. Оне чине већу од ове две класе, која обухвата и дрвеће и зељасте биљке. Анатомија биљака се сада често истражује на ћелијском нивоу, а укључује и сечења ткива и микроскопију.

### Шта је неопходно биљкама
Свим биљкама је неопходна светлост, пошто користе сунчеву енергију за производњу сопствене хране. Неопходна им је вода и минералне материје које већина биљака усваја кроз корење и лишће. Ради размножавања, већина биљака има цветове у којима се образују семена. Но, биљке се могу размножавати и на друге начине - јагоде, на пример, испуштају вреже. Све биљке су изграђене од ћелија. Биљне ћелије се разликују од животињских по томе што усвајају воду и са старошћу биљке постају веће и крупније. Због тога је младо поврће мекше и боље за јело од старијег. Свака ћелија изграђује чврсти зид сачињен од целулозе. Свака ћелија се наслања на чврсте зидове суседних ћелија.

### Зелено чудо
Биљне ћелије се разликују и од животињских и по томе што садрже зелени пигмент хлорофил. Он омогућава биљкама да производе сопствену храну уз помоћ Сунчеве светлости. Само биљке и неке бактерије могу извести овај хемијски трик. У свакој биљци има много ћелија и свака група ћелија има сопствене задатке. Основни део биљке су корен, стабљика, лишће, цветови и плодови.

### Структурне поделе
Анатомија биљака је често подељена у следећим корацима:
1. Анатомија цвета
  1. чашица
  2. круница
  3. прашници
  4. тучак
2. Анатомија листа
  1. Структура листа
3. Анатомија стабла
  1. Структура стабла
4. Анатомија плода
  1. Структура плода
5. Анатомија семена
  1. семењача
  2. језгро
6. Анатомија дрвета
  1. кора
  2. плута
  3. лика
  4. васкуларни камбијум
  5. грана
7. Анатомија корена
  1. Структура корена

### Корен
Корен, попут сидра, учвршћује биљку у тло. Он усваја воду и минералне материје из тла помоћу нежних длачица. Коренова капа штити врх корена док се пробија кроз земљу у потрази за водом. На врху корена налази се вегетациона купа чијом активношћу корен расте непрекидно током живота. Вегетациона купа је заштићена коренском капом (калиптром) да се не би оштетила при пробијању кроз подлогу. На корену се морфолошки разликује више делова (зона):
- зона коренске капе
- зона растења
- зона издуживања
- зона апсорпције
- зона провођења

### Стабљика
Стабљика носи листове и цветове. Унутар ње се налазе цевчице-спроводни судови, које преносе и складиште воду и хранљиве материје. Испуњене водом, ове су цевчице веома чврсте; када немају довољно воде постају слабе и биљка вене. Дрвено ткиво дрвећа је, заправо, маса очврслих цевчица - спроводних судова. Стабљика има четири главне функције:
- служи као ослонац за остале делове биљке као што су листови и цветови и др; због стабљике биљка је усправна и има приступ светлости
- служи преносу текућина ( воде и хранљивих материја ) између корена и надземних делова биљке
- у стабљици се складиште хранљиве материје
- изграђује ново живо биљно ткиво; нормални животни век биљне ћелије је једна до три године па се требају изграђивати нове ћелије и ткива.

### Листови
Листови су биљне "фабрике" за производњу хране. Њихове ћелије садрже хлорофил, који користи Сунчеву енергију за изградњу хранљивих материја из угљен-диоксида из ваздуха и воде. Гасови, кисеоник и угљен - диоксид, пролазе кроз мајушне отворе који се називају стоме. Лисни нерви преносе воду из корена и храну синтетисану у листовима у остале делове биљке. Анатомски, лист је диференциран на неколико ткива: површинска (епидермис), проводна (ксилем и флоем лисних нерава), фотосинтетска - тзв хлоренхим (палисадно и сунђерасто ткиво), понекад и механичка (склеренхим, коленхим). Листови могу бити различитих облика, али сви имају исту основну грађу. Лиска - лисна плоча, израста из петељке која се назива лисна дршка.

### Цветови
Цветови представљају репродуктивне делове биљака. Већина садржи и мушке и женске органе. У мушким репродуктивним органима се ствара полен, који опрашује женске полне органе (обично другог цвета исте врсте). Као резултат полинације (оплођења) настаје семе, из кога може израсти нова биљка. Код неких биљака се полен преноси са цвета на цвет ветром. Друге за то користе инсекте, или друге животиње . Неки цветови расту појединачно, други у скупинама. Многи су јарких боја и снажног мириса, али не сви.

### Жива фабрика
Процес производње хране се назива фотосинтеза. Вода добијена преко корена и угљен-диоксид из ваздуха, спајају се дајући глукозу (шећер) и кисеоник . Биљка користи глукозу као гориво за добијање енергије у процесу који се назива респирација. Молекули глукозе су везани у дуге ланце . Једна врста оваквих ланаца је целулоза, која се користи за раст и изградњу биљних ткива, а друга скроб, који служи као резерва хране у биљци . Биљке производе и амино-киселине неопходне за изградњу беланчевина, ензима и хормона.